# International Boxing Council
International Boxing Council (IBC) – jedna z międzynarodowych organizacji pięściarskich. Sankcjonuje walki o "mistrzostwo świata", jednak przyznawane przez nią tytuły nie cieszą się prestiżem. Byłymi mistrzami świata IBC byli m.in. Dawid Kostecki, Tomasz Bonin i Paweł Kołodziej.